# Aywaille
Aywaille (wa. Aiwêye) – miejscowość i gmina (commune) w Belgii, w Regionie Walońskim, w prowincji Liège, w okręgu Liège. 1 stycznia 2024 roku liczyła 12 880 mieszkańców.

## Podział administracyjny
W skład gminy wchodzą trzy dzielnice (section):
- Ernonheid
- Harzé
- Sougné-Remouchamps